# Grüsch
Grüsch (Reto-Romaans: Crusch en il Partenz; Walserduits: Gry; Italiaans (verouderd): Crusa) is een gemeente en plaats in het Zwitserse kanton Graubünden en maakt deel uit van het district Prättigau/Davos.
Grüsch telt 2076 inwoners (2018) en is tevens een relatief rustig skigebied.

## Geschiedenis
Op 1 januari 2011 werden de gemeenten Fanas en Valzeina opgenomen in de gemeente Grüsch.